# Жаскайрат (Павлодарская область)
Жаскайрат (каз. Жасқайрат) — село в Теренкольском районе Павлодарской области Казахстана. Входит в состав Бобровского сельского округа. Код КАТО — 554839300.

## Население
В 1999 году население села составляло 255 человек (128 мужчин и 127 женщин). По данным переписи 2009 года, в селе проживало 172 человека (84 мужчины и 88 женщин).